# Weltzyklus
Als Weltzyklus oder auch Großes Jahr wird in der antiken Astronomie eine Zeitspanne genannt, nach deren Ablauf die Himmelskörper wieder in der ursprünglichen (linearen) Anordnung positioniert sind. Die Vorstellung vom Großen Jahr ist eng mit Spekulationen über zu diesen Zeitpunkten stattfindende Katastrophen in Form von Sintfluten (Kataklysmos) bzw. Weltbränden (Ekpyrosis) verknüpft. Nach diesen Katastrophen folgt ein schöpferischer Neubeginn, die Palingenesis.

## Antike Diskussion
Seneca zitiert einen babylonischen Priester und Astronomen:
Berossos, der Dolmetscher des Bel, sagt, dass dies durch den Lauf der Sterne bewirkt wird; er behauptet sogar, dass der Sternenlauf die Zeit einer Feuerkatastrophe und einer Überflutung bestimmt. Ein Brand nämlich wird auf der Erde wüten, wenn alle Sterne, die jetzt in verschiedenen Bahnen wandern, im Krebs zusammenkommen, d. h. wenn sie unter derselben Stelle stehen, so dass eine gerade Linie durch alle ihre Örter hindurchgehen kann; eine Überflutung aber steht bevor, wenn die Schar derselben Sterne im Steinbock zusammenkommt. Ersteres bewirkt die Sommerwende, letzteres die Winterwende. Die größte Macht haben diese Zeichen, wenn in der Umwandlung des Kosmos die Wendepunkte des Jahres stattfinden.
Über die genaue Dauer dieses Zyklus herrschte Unklarheit. Nach Cicero:
… haben die Mathematiker aus den verschiedenen Bewegungen das berechnet, was sie ‚Großes Jahr‘ nennen. Das ist abgelaufen, wenn Sonne, Mond und diese fünf Sterne ihren Umlauf beendet haben und zu der jeweils gleichen Stellung zurückkehren, die sie anfänglich innehatten. Über die Länge des ‚Großen Jahres‘ gibt es viele Meinungsverschiedenheiten; aber es ist gewiss, dass es eine feste und definierte Periode umfassen muss.
In der Tat kursierten stark abweichende Angaben. An einer anderen Stelle bei Berossos ist zu erschließen, dass das babylonische große Jahr ein Vielfaches von 432.000 Jahren (120 Sar zu je 3.600 Jahren) beträgt.
Nach Censorinus dauerte das Große Jahr bei Aristarch 2.484, bei Aretes von Dyrrhachium 5.552, bei Heraklit und Linus 10.800, Dion 10.884, Orpheus 120.000 und bei Cassandrus 3.600.000 Jahre. Andere nahmen an, die Zeitspanne sei unendlich und die Himmelskörper kämen nie wieder in ihrer ursprünglichen Konstellation zusammen.

## Verwechslungsmöglichkeit
Es ist zu beachten, dass das Konzept, wie oben beschrieben, nichts zu tun hat mit dem auch als Großes oder Platonisches Jahr bezeichneten Zyklus, während dessen der Frühlingspunkt einmal durch den Tierkreis wandert. Die Bezeichnung dieses Zyklus der Präzession als Platonisches Jahr rührt von einer etwas unklaren Stelle in Platons Dialog Timaios her, in der Platon eine Bewegung der Fixsternsphäre anzusprechen schien.

## Rezeption in der Popularkultur in jüngster Zeit
Kurioserweise scheint das Konzept des Weltzyklus in seiner ursprünglichen Form gerade in der neuesten Zeit wieder prominent in der populären Kultur auf:
- In dem Disney-Zeichentrickfilm Hercules von 1997 ist die lineare Aneinanderreihung der Planeten die Konstellation, die es dem missgünstigen Hades ermöglicht, (fast) erfolgreich gegen Göttervater Zeus zu putschen, da dann die im Tartaros gefangenen Titanen befreit werden können und die Zeit für kosmische Katastrophen reif ist: „In 18 Jahren, wie man sieht, stehn die Planeten in Reih und Glied …“
- In dem Fantasy-Film Lara Croft: Tomb Raider von 2001 ist es wieder die (hier nur alle 5.000 Jahre auftretende) „Linearkonstellation“ von Planeten, die es ermöglicht, mit Hilfe eines  Artefakts, das zerbrochen und dessen Teile an verschiedenen Orten verborgen wurden, die Welt (oder jedenfalls die Zeit) aus den Angeln zu heben.[6]
- Zuvor war es schon im Mai 2000 aufgrund einer damals auftretenden relativ seltenen nahezu linearen Anordnung einiger (nicht aller) Planeten und der nahenden Jahrtausendwende zu von der Boulevardpresse kräftig geschürten Weltuntergangsphantastereien gekommen.[7]